# Kreisgericht Althaldensleben
Das Kreisgericht Althaldensleben war von 1816 bis 1849 ein preußisches Kreisgericht.

## Geschichte
Das Patent wegen Wiedereinführung des Allgemeinen Landrechtes und der Allgemeinen Gerichtsordnung, in die von den Preußischen Staaten getrennt gewesenen und denselben wiedervereinigten Provinzen vom 9. September 1814 führte zu einer Wiedereinführung der Patrimonialgerichtsbarkeit, die während der Franzosenzeit abgeschafft wurde. § 20 des Patents regelte aber eine sehr restriktive Wiedereinführung. Die Patrimonialrichter mussten Volljuristen sein und die Gerichte im Regelfall mehrere Richter haben, um auch als Kammer zusammentreten und kollegial Urteile fällen zu können. Dort, wo dies für den Gutsherren unwirtschaftlich war, konnte es seine Gerichtsbarkeit an staatliche Gerichte abtreten oder sich anderen Patrimonialgerichten anschließen, um gemeinsam die notwendige Größe zu erreichen. Explizit geraten wurde zur Bildung von Kreisgerichten, also dem Zusammenschluss der Patrimonialgerichte auf Kreisebene.
Im Landkreis Haldensleben kam es dadurch 1816 zur Bildung des Kreisgerichtes Althaldensleben. Der Sprengel des Kreisgerichtes Althaldensleben umfasste Althaldensleben, Ackendorf, Bülstringen, Detzel, Glüsig, Hundisburg, Lübberitz, Ramstedt, Rottmersleben, Klein Santersleben, Satuelle, Schackensleben, Vahldorf, Veltheimsburg und Wedringen. Das Gericht war 1843 für 6317 Einwohnern zuständig und mit einem Richter besetzt. Übergeordnet war das Oberlandesgericht Magdeburg. Das Gericht hatte seinen Sitz im ehemaligen Kloster Althaldensleben.
Im Jahre 1824 verloren die Patrimonialgerichte weitere Kompetenzen. Bisher waren sie bei Straftaten mit einer Strafe bis zu 50 Talern oder vier Wochen Haft das zuständige Untersuchungsgericht. Diese Aufgabe ging nun auf staatliche Gerichte, im Fall des Kreisgerichtes Althaldensleben auf das Land- und Stadtgericht Gardelegen, über.
Mit der Abschaffung der Patrimonialgerichtsbarkeit 1849 wurde das Kreisgericht Althaldensleben aufgelöst.